# Фіцич Наталія Степанівна
Ната́лія Степа́нівна Фі́цич (Наталка Фіцич; нар. 15 вересня 1977, Буковина) — українська тележурналістка, режисерка, письменниця.

## Життєпис
Народилась 1977 року на Буковині в родині оперного співака Степана Фіцича та письменниці Зірки Мензатюк. З 1978 року живе в Києві.
Навчалась в Українському гуманітарному ліцеї.
Закінчила Інститут журналістики Київського національного університету імені Тараса Шевченка.
Журналісткою почала працювати вже на третьому курсі університету: в програмі «Вісті» Миколи Канішевського, репортеркою програми «Подробиці» (рос. Подробности) на телеканалі «Інтер», на телеканалі «1+1».
З чоловіком Володимиром Ар'євим створила студію, на якій веде свої програми «Відкрита зона» і «Майстер-клас з Наталкою Фіцич».
На телеканалі «Прямий» веде програму «Студія Прямого».
Має доньку Яринку.

## Твори
- Фіцич Наталка. Культ предків. Нетуристичні звичаї України. — Харків : «Фоліо», 2017. — 176 с. — ISBN 978-966-03-7958-9.

## Фільми
- 2009 — «Comeback», режисер(к)и Сергій Цимбал і Наталка Фіцич; документальний фільм про відродження української музичної традиції. Номінація на європейський конкурс з кінематографії «prix europa», Берлін.
- 2007 — «Іван Миколайчук. 25 років кохання», документальний фільм, продюсерський центр «Закрита зона»; авторка Наталка Фіцич, режисер Сергій Цимбал.
- 2006 — «Воля або смерть!», документальний фільм.
- 2005 — «День сьомий», авторка сценарію; документальний фільм про перший тиждень Помаранчевої революції.[1][2]
- 2005 — «Остання зміна», редакторка Наталка Фіцич; документальний фільм про покоління перебудови, знятий в «Артеку». Головними діючими особами є люди з колишніх республік СРСР, які під час перебудови були піонерами.